# Rafał Skarżycki
Rafał Skarżycki (ur. 28 marca 1977) – polski scenarzysta komiksowy i pisarz.
Z wykształcenia filozof, absolwent Uniwersytetu Warszawskiego, najbardziej znany jako współtwórca komiksu Jeż Jerzy, z Tomaszem Leśniakiem pracował również nad serią Tymek i Mistrz. Współpracował z takimi rysownikami jak Bogusław Polch, Przemysław Truściński, Jakub Rebelka, Ernesto Gonzales. 
Publikował teksty w magazynach dziecięcych „Świerszczyk” i „Miś” oraz opowiadania na łamach „Frazy” i „Quriozum”. W 2009 ukazała się jego debiutancka powieść „Teleznowela”.

## Twórczość

### Komiksy

#### cykl Jeż Jerzy
scenariusz albumów
1. Jeż Jerzy. Dla dzieci. (1998) - rysunki Tomasz Lew Leśniak
2. Jeż Jerzy. The true story. (1999) - rysunki Tomasz Lew Leśniak
3. Jeż Jerzy. Nie dla dzieci. (2002) - rysunki Tomasz Lew Leśniak
4. Jeż Jerzy. Wróg publiczny. (2002) - rysunki Tomasz Lew Leśniak
5. Jeż Jerzy. Egzorcysta. (2003) - rysunki Tomasz Lew Leśniak
6. Jeż Jerzy. Ścigany. (2003) - rysunki Tomasz Lew Leśniak
7. Jeż Jerzy. Dokument. (2004) - rysunki Tomasz Lew Leśniak
8. Jeż Jerzy. Ziom. (2005) - rysunki Tomasz Lew Leśniak
9. Jeż Jerzy. In vitro. (2006) - rysunki Tomasz Lew Leśniak
10. Jeż Jerzy. Człowiek z blizną. (2007) - rysunki Tomasz Lew Leśniak
11. Jeż Jerzy. Musi umrzeć. (2009) - rysunki Tomasz Lew Leśniak

#### cykl Tymek i Mistrz
scenariusz albumów
1. Uczeń czarnoksiężnika. (2003) - rysunki Tomasz Lew Leśniak
2. Pojedynek magów. (2003) - rysunki Tomasz Lew Leśniak
3. Strachy na Lachy. (2003) - rysunki Tomasz Lew Leśniak
4. Wyprawa na koniec świata. (2004) - rysunki Tomasz Lew Leśniak
5. Król kłopotów. (2004) - rysunki Tomasz Lew Leśniak
6. Perpetuum mobile. (2005) - rysunki Tomasz Lew Leśniak
7. Tymek i Mistrz. Tom I - wydanie zbiorcze - rysunki Tomasz Lew Leśniak, wyd. Kultura Gniewu (2016)
8. Tymek i Mistrz. Tom II - wydanie zbiorcze - rysunki Tomasz Lew Leśniak, wyd. Kultura Gniewu (2016)
9. Tymek i Mistrz. Tom III - wydanie zbiorcze - rysunki Tomasz Lew Leśniak, wyd. Kultura Gniewu (2017)

#### cykl KRON
scenariusz zeszytów
1. KRON. (1999) - rysunek Bogusław Polch i Przemysław Truściński
2. KRON. (1999) - rysunek Bogusław Polch i Przemysław Truściński

#### pozostałe

##### publikacja internetowa
- Euzebiusz i Cezary. (Gildia.pl Komiks) - rysunki Tomasz Lew Leśniak

##### opublikowane w książce "Supermocni kontra złodzieje zdrowia
- Liga Profesora Jot - rysunki Tomasz Lew Leśniak
- Superbohaterowie z Ulicy Borówkowej - rysunki Piotr Nowacki

##### albumy
- W pustyni i w puszczy. (2001) - rysunek Wiesław Dojlidko
- Zarysowane zeszyty - 2 - Ballada o Edwardzie. (2003) – rysunek Jakub Rebelka

##### komiksy w antologiach
- Spotkanie. (2003, w antologii komiksu polskiego „Wrzesień: wojna narysowana”) - rysunek Tomasz Lew Leśniak
- Najgorszy z demonów. (2004, w antologii komiksu polskiego „Człowiek w probówce”) – rysunek Tomasz Lew Leśniak
- Jeż Jerzy. (2004, specjalne wydanie „ Areny Komiksu” – antologia z okazji XV. Międzynarodowego Festiwalu Komiksu w Łodzi) – rysunek Tomasz Lew Leśniak
- Tymek i Mistrz – (2006, antologia piłkarska „Wszystko, co chcielibyście wiedzieć o piłce...”) - rysunek Tomasz Lew Leśniak
- Śnieg. (2007, antologia komiksów o tematyce nawiązującej do Powstania Warszawskiego „44”) – rysunek Ernesto Gonzales

### Książki
- Teleznowela (powieść) - wyd. Prozami (2009)
- Hej, Jędrek! Przepraszam czy tu borują? (powieść przygodowa dla dzieci) - wyd. Nasza Księgarnia (2015)
- Hej, Jędrek! Gdzie moja forsa? (powieść przygodowa dla dzieci) - wyd. Nasza Księgarnia (2015)
- Hej, Jędrek! Kto tu rządzi? (powieść przygodowa dla dzieci) - wyd. Nasza Księgarnia (2016)
- Hej, Jędrek! Masz cykora? (powieść przygodowa dla dzieci) - wyd. Nasza Księgarnia (2016)

### Film
- 2010 - Jeż Jerzy (scenariusz)